# Біопсія печінки
Біопсія печінки – це вилучення невеликого зразка тканини з печінки. Це медичне обстеження, яке проводиться для діагностики захворювання печінки, оцінки тяжкості вже відомого захворювання та моніторингу прогресу лікування. 

## Медичне використання
Біопсія печінки часто необхідна для діагностики проблеми з печінкою, якщо аналізи крові, такі як серологія, не можуть визначити причину. Вона також потрібна, якщо є підозра, що гепатит є результатом прийому ліків, але точна природа реакції невідома. Алкогольну хворобу печінки та туберкульоз печінки також можна діагностувати за допомогою біопсії.  Пряма біопсія пухлини печінки може бути корисна в діагностиці, хоча цього можна уникнути, якщо джерело очевидне (наприклад, метастазування раніше відомого колоректального раку).  Біопсія печінки, ймовірно, залишатиметься особливо важливою для діагностики незрозумілих захворювань печінки. 
Якщо діагноз уже встановлений, наприклад, хронічний гепатит В або С, біопсія печінки корисна для оцінки його тяжкості. Те саме стосується гемохроматозу (перевантаження залізом). Первинний біліарний цироз печінки та первинний склерозуючий холангіт також можуть вимагати біопсії, хоча існують інші методи діагностики. 
Іноді, наприклад, при хронічному вірусному гепатиті, біопсія печінки необхідна для моніторингу прогресу лікування.  Це ефективний спосіб вимірювання фіброзу за шкалою Ішак. 
Протягом останнього століття біопсія печінки вважалася золотим стандартом для оцінки стадії та ступеня хронічного захворювання печінки. Консенсусні заяви конференцій рекомендували біопсію печінки при лікуванні майже всіх пацієнтів з гепатитом С і В.
Результати біопсії показують значну варіабельність (до 40% для діагностики фіброзу), що може призвести до неправильного діагнозу. Результат залежить від репрезентативності отриманого зразка. 
Біопсію печінки виконують лише у 5% пацієнтів із ризиком розвитку фіброзу. У 2002 році на консенсусних конференціях у Франції та США підняли питання про можливість лікування пацієнтів з хронічним гепатитом без неї.   Ці конференції також підкреслили необхідність розробки надійних неінвазивних тестів, які могли б стати альтернативою біопсії печінки як при гепатиті В, так і при гепатиті С.

## Ризики та обмеження
Біопсія печінки, як правило, є безпечною процедурою, але вона є інвазивною. Ускладнення біопсії печінки рідкісні, але потенційно летальні.  Більшість ускладнень (60%) виникають протягом двох годин, а 96% — протягом 24 годин після процедури.  Приблизно 2–3% пацієнтів, яким проводять біопсію печінки, потребують госпіталізації для лікування ускладнень.   30% пацієнтів відчувають сильний біль під час процедури. 
Значна кровотеча після біопсії печінки виникає у 1–2 із 100 пацієнтів.   Кровотеча зазвичай стає очевидною протягом 3-4 годин. Часто вона припиняється сама по собі, але може знадобитися переливання крові. Якщо кровотеча сильна або не зупиняється сама по собі, може знадобиться хірургічне втручання або ангіографія (процедура, під час якої визначається та лікується місце кровотечі). Найтяжчим наслідком кровотечі є внутрішньоочеревинний крововилив. Повідомлялося про летальні ускладнення у 0,01–0,3% пацієнтів, яким проводили біопсію.   

## Процедура і варіанти

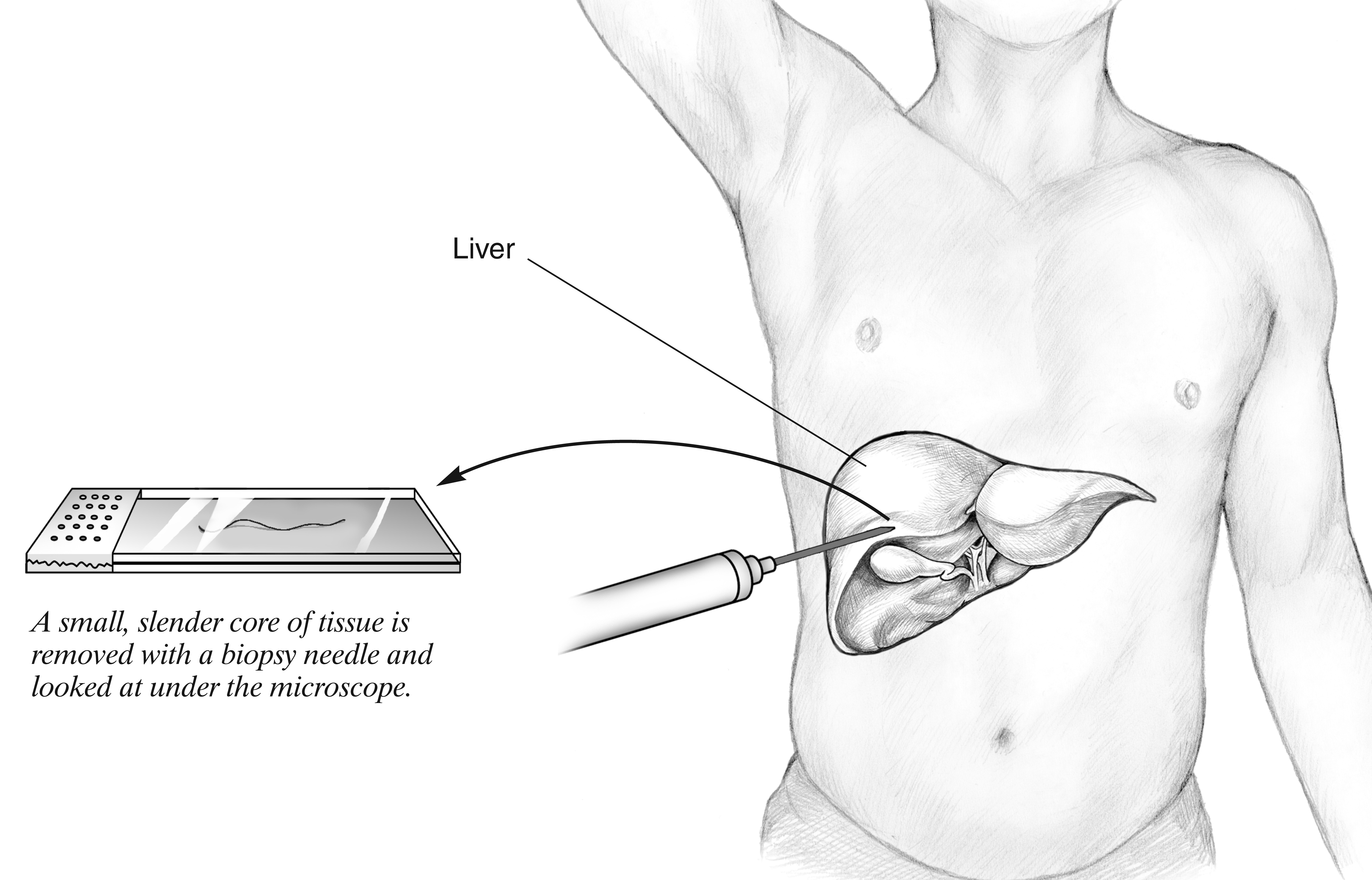
Під час біопсії з печінки береться невелика кількість тканини, яка потім досліджується під мікроскопом.

Біопсія печінки може бути взята перкутанно (за допомогою голки через шкіру), трансвенозно (через кровоносні судини), ендоскопічно (тонкою голкою за допомогою ультразвуку) або безпосередньо під час операції на черевній порожнині. Зразок досліджується під мікроскопом і може бути додатково оброблений за допомогою імуногістохімії, з визначенням вмісту заліза та міді. Якщо є підозра на туберкульоз робиться мікробіологічний посів. 
Для черезшкірної біопсії рекомендується використовувати ріжучу голку 16 калібру за Бірмінгемською системою або ширшу для отримання 20–25 мм тканини. Наявність 10–12 портальних трактів у зразку вважається достатньою для надійного аналізу, що гарантує збереження архітектурних зв’язків між структурами. 
Результати біопсії печінки обмежуються помилкою вибірки , оскільки відхилення від норми можуть бути пропущені, якщо відібрали лише нормальну тканину. Крім того, може відрізнятися інтерпретація результатів біопсії. 

## Історія
Першу аспірацію печінки здійснив німецький лікар Пауль Ерліх у 1883 році. Перше повідомлення про черезшкірну біопсію печінку описане у 1923 році.   Трансюгулярний підхід був започаткований радіологом Чарльзом Доттером у 1970-х роках. 

## Неінвазивні альтернативи
Неінвазивні альтернативи біопсії печінки у пацієнтів з гепатитом С включають як функціональне визначення стадії хвороби (кількісні тести функції печінки), так і визначення фіброзу за допомогою неінвазивних тестів. Їх спільний недолік полягає в оцінці фіброзу, а не функції.  Найкращими з них були визначення перфузії печінки (PHM) за допомогою кількісного лапароскопічного сканування селезінки і печінки (QLSS) і оральний кліренс холату.
Багатофазна МРТ корисна для діагностики різних типів уражень печінки, таких як гепатоцелюлярна карцинома, холангіокарцинома, гепатоцелюлярна аденома, фокальна вузлова гіперплазія та гемангіома. 
FibroTest (FibroSure у США) і FibroMax є неінвазивними тестами, які використовують аналіз крові. Результати тесту відповідають етапам F0-F4 і класам A0-A3 системи оцінки METAVIR.  У 2007 році FibroTest був валідований французькими органами охорони здоров’я як засіб першої лінії діагностики ураження печінки перед біопсією. Вважалося, що він є кращим прогностичним фактором, ніж визначення стадії за допомогою біопсії щодо ускладнень гепатиту С і смерті. 
FibroScan — це тип ультразвукового апарату, який використовує транзиторну еластографію для вимірювання жорсткості печінки. Його ефективність діагностики фіброзу подібна до методів, заснованих на серологічних маркерах. Комбіноване використання Fibroscan і Fibrotest дозволяє уникнути біопсії печінки у більшості пацієнтів з хронічним гепатитом C.  Інші ультразвукові методи, що використовуються для характеристики жорсткості печінки, включають акустичну радіаційно-імпульсну візуалізацію (ARFI). 
Hepascore — це аналіз крові, розроблений в Австралії, який об’єднує наступні клінічні та лабораторні параметри: вік, стать, білірубін, ГГТ, гіалуронову кислоту, альфа-2 макроглобін для створення оцінки. Тест був валідований для пацієнтів з гепатитом B,  гепатитом C  і неалкогольною жировою хворобою печінки. 
APRI (індекс співвідношення АСТ до тромбоцитів) — це швидкий сироватковий біомаркер для оцінки фіброзу, розроблений в Італії. Цей простий індекс заснований на рутинних лабораторних аналізах. Тест не підтверджено жодними органами охорони здоров’я. 50% результатів не підлягають класифікації. APRI може бути корисним для виключення значного фіброзу при гепатиті С.